# Eucalyptus rubida

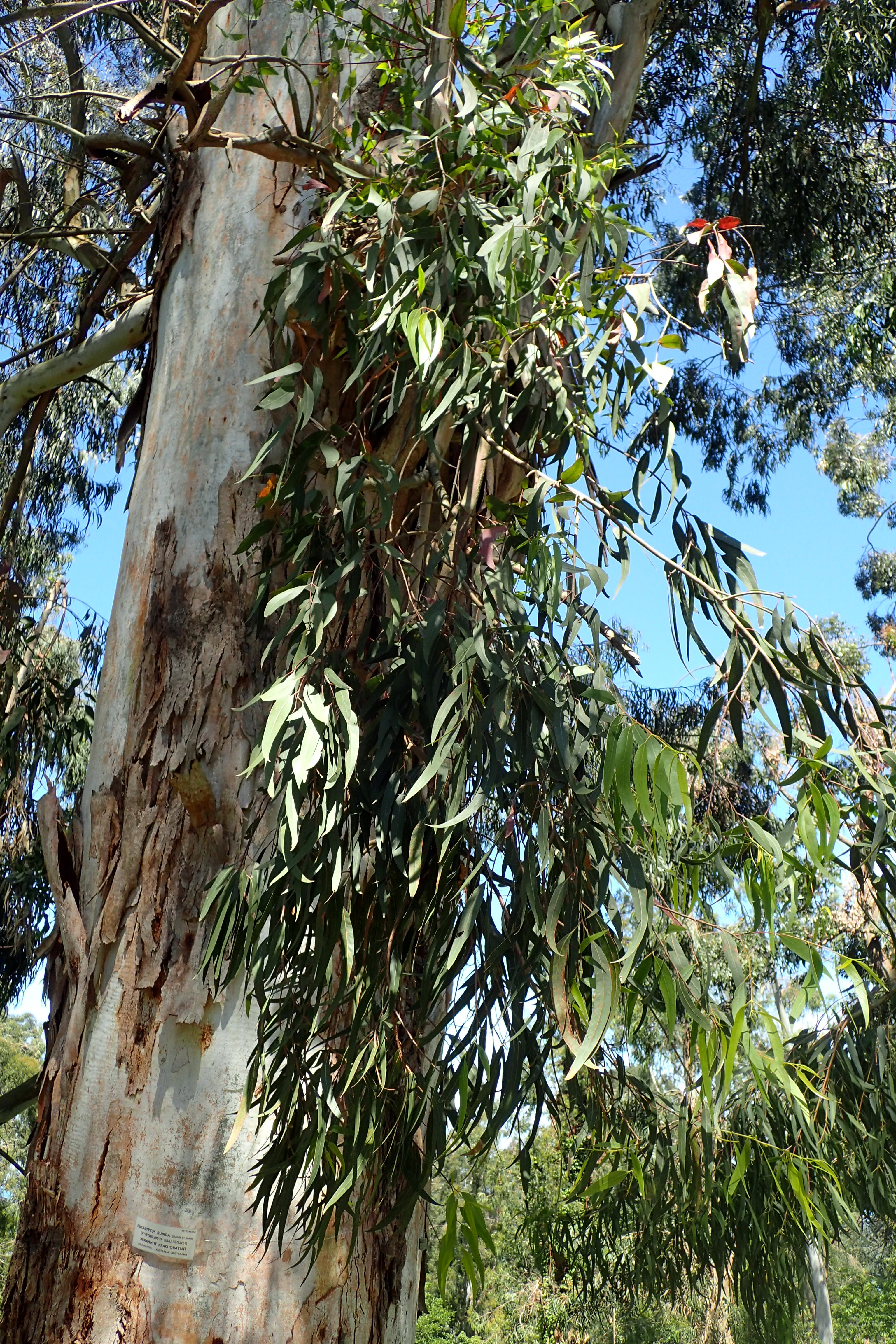
Stamm

Eucalyptus rubida ist eine Pflanzenart innerhalb der Familie der Myrtengewächse (Myrtaceae). Sie kommt im nördlichen Tafelland, im Osten und Südosten von New South Wales, im Osten, im Süden und im Zentrum von Victoria sowie im Osten und im Zentrum von Tasmanien vor und wird dort „Candlebark“, „Candle Bark Gum“, „Ribbon Gum“ oder „White Gum“ genannt.

## Beschreibung

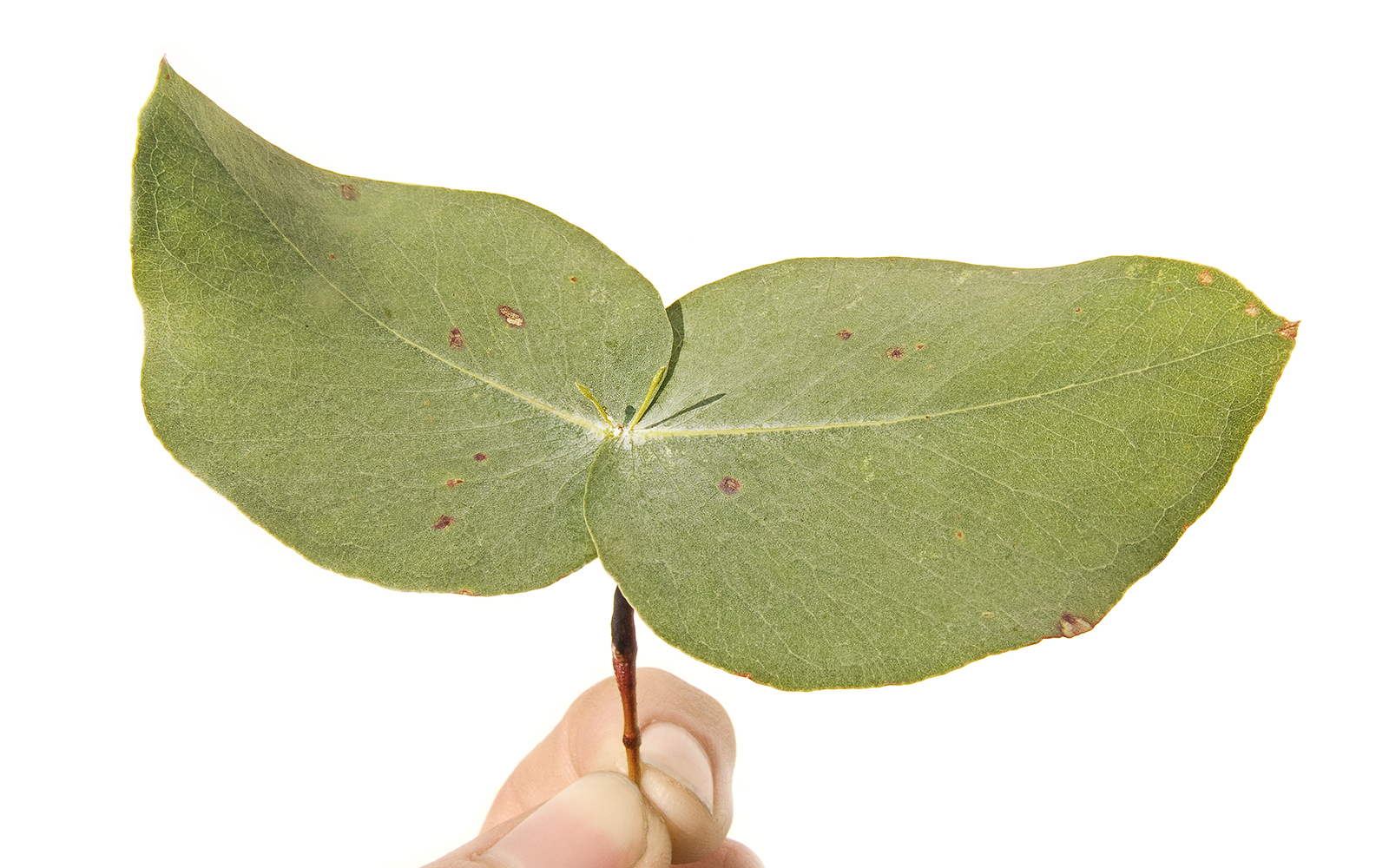
Laubblätter am Sämling

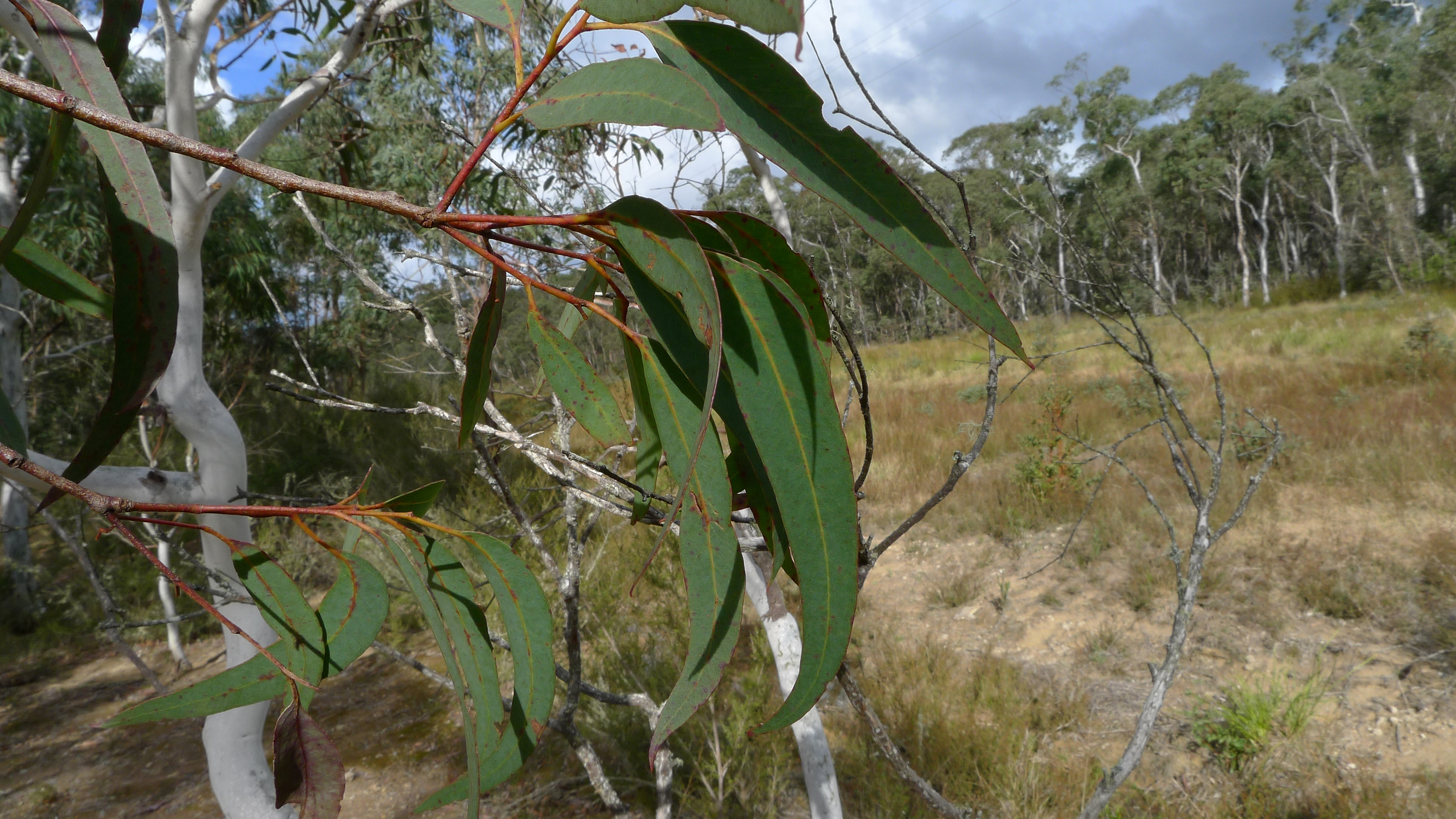
Laubblätter eines erwachsenen Exemplars

### Erscheinungsbild und Blatt
Eucalyptus rubida wächst als Baum, der Wuchshöhen von bis zu 40 Meter erreicht. Die Borke ist am gesamten Baum glatt oder verbleibt am unteren Teil des Stammes, wo sie sich zeitweise unregelmäßig schält. Sie ist grau bis grau-schwarz, kurzfaserig und plattig. An den oberen Teilen des Baumes ist sie glatt, pulvrig weiß, grau, rot oder rosafarben und schält sich in langen Bändern. Die Rinde der kleinen Zweige ist grün. Im Mark der jungen Zweige gibt es keine Öldrüsen, jedoch in der Borke. Der Stammdurchmesser erreicht über 1 Meter, selten bis über 2 Meter.
Bei Eucalyptus rubida liegt Heterophyllie vor. Die Laubblätter an Sämlingen sind sitzend, bei einer Länge von 2,5 bis 3,5 cm und einer Breite von 4 bis 5 cm ei- bis kreisförmig, breiter als lang und auf Ober- und Unterseite gleichfarbig grau-grün oder blaugrün bemehlt und bereift. An jungen Exemplaren sind die Laubblätter ebenfalls sitzend, bei einer Länge von 3 bis 14 cm und einer Breite von 3 bis 8 cm ei- bis kreisförmig und auf Ober und Unterseite gleichfarbig grau-grün oder blaugrün bemehlt und bereift. An mittelalten und erwachsenen Exemplaren sind die Laubblätter in Blattstiel und Blattspreite gegliedert. An mittelalten Exemplaren ist die Blattspreite bei einer Länge von 13 bis 18 cm und einer Breite von 2 bis 4 cm lanzettlich bis breit-lanzettlich oder kreisförmig, gerade, ganzrandig und blaugrün bemehlt und bereift. Die Blattstiele an erwachsenen Exemplaren sind 13 bis 30 mm lang und schmal abgeflacht oder kanalförmig. Die auf Ober- und Unterseite gleichfarbig matt grüne oder grau-grüne Blattspreite an erwachsenen Exemplaren ist bei einer Länge von 9 bis 15 cm und einer Breite von 0,8 bis 3,3 cm lanzettlich bis schmal-lanzettlich, relativ dick, sichelförmig gebogen, verjüngt sich zur Spreitenbasis hin und besitzt ein spitzes oberes Ende. Die erhabenen Seitennerven gehen in mittleren Abständen in einem spitzen Winkel vom Mittelnerv ab. Die Keimblätter (Kotyledone) sind verkehrt nierenförmig. Die Unterart E. r. barbigerorum wird im Rahmen des australischen Gesetzes zum Schutz der Umwelt und zur Erhaltung der biologischen Vielfalt von 1999 als „gefährdet“ eingestuft. Die Hauptbedrohungen für die Unterart sind die Zerstörung des Lebensraums durch Landwirtschaft, Erschließung und Straßenbau sowie durch die Holzgewinnung.

### Blütenstand und Blüte
Seitenständig an einem bei einer Länge von 3 bis 8 mm und einem Durchmesser von bis zu 3 mm im Querschnitt schmal abgeflachten oder kantigen Blütenstandsschaft stehen in einem einfachen Blütenstand etwa drei bis sieben Blüten zusammen. Die Blütenstiele sind, soweit vorhanden, bis zu 3 mm lang und stielrund. Die blaugrün bemehlten oder bereiften Blütenknospen sind bei einer Länge von 4 bis 8 mm und einem Durchmesser von 3 bis 5 mm eiförmig oder doppelkonisch. Die Kelchblätter bilden eine Calyptra, die früh abfällt. Die glatte Calyptra ist konisch oder halbkugelig, so lang oder doppelt so lang wie der glatte Blütenbecher (Hypanthium) und schmäler als dieser. Die Blüten sind weiß oder cremeweiß. Die Blütezeit reicht am Naturstandort von Januar bis April.

### Frucht und Samen
Die sitzende oder kurz gestielte Frucht ist bei einer Länge von 4 bis 6 mm und einem Durchmesser von 4 bis 7 mm halbkugelig, fast kugelig, zylindrisch oder eiförmig und drei- bis vierfächrig. Der Diskus ist eingedrückt oder selten auch flach, die Fruchtfächer sind stehen heraus. Gelegentlich ist die Frucht blaugrün bemehlt oder bereift.
Die schwarzen Samen sind abgeflacht ellipsoid. Das Hilum sitzt mittig.

## Vorkommen und Gefährdung
Das natürliche Verbreitungsgebiet von Eucalyptus rubida ist das nördliche Tafelland, der Osten und der Südosten New South Wales, südlich von Glen Innes, sowie im Osten, im Süden und im Zentrum von Victoria und im Osten und im Zentrum von Tasmanien.
Eucalyptus rubida gedeiht weitverbreitet und häufig in grasigen oder Hartlaubwäldern auf mäßig fruchtbaren Böden auf kalten Hochebenen.
Die im Norden von New South Wales vorkommende Unterart Eucalyptus rubida subsp. barbigerorum ist in der Liste der gefährdeten Flora der Regierung von Australien als „vulnerable“ = „gefährdet“ eingestuft.

## Systematik
Die Erstbeschreibung von Eucalyptus rubida erfolgte 1899 durch Henry Deane und Joseph Maiden in Proceedings of the Linnean Society of New South Wales, Volume 24, S. 456, Tafel XI. Das Typusmaterial weist die Beschriftung „The mountain ranges in the south and south-eastern portions of the Colony. Occurs on the lower slopes of the Mt. Kosciusko range up to 5000 feet. Common about Jindabyne, Adaminaby, Delegate to Bombala and Cooma, Michelago, Queanbeyan; northerly nearly as far as Moss Vale; westerly as far as Sunny Corner and the tributaries of the Turon. Extends also to Victoria and South Australia (St. Vincent’s Gulf).“ auf. Ein Synonym für Eucalyptus rubida H.Deane & Maiden ist Eucalyptus dalrympleana Maiden subsp. dalrympleana. Das Artepitheton rubida ist vom lateinischen Wort „rubidus“ für rot abgeleitet und bezieht sich auf die jahreszeitlich roten Flecken der Borke.
Von Eucalyptus rubida gibt es drei Unterarten (Stand 2008):
- Eucalyptus rubida subsp. barbigerorum L.A.S.Johnson & K.D.Hill, Syn.: Eucalyptus canabolensis (L.A.S.Johnson & K.D.Hill) J.T.Hunter
- Eucalyptus rubida H.Deane & Maiden subsp. rubida, Syn.: Eucalyptus gunnii var. rubida (H.Deane & Maiden) Maiden
- Eucalyptus rubida subsp. septemflora L.A.S.Johnson & K.D.Hill

## Nutzung
Das Holz von Eucalyptus rubida ist hart, aber nicht beständig, und besitzt ein spezifisches Gewicht von 550–737 kg/m³. Es wird gelegentlich zum Bau von Zäunen eingesetzt oder dient als Feuerholz. Es ähnelt sehr dem Holz von Eucalyptus viminalis.